# Partecipanti al Trofeo Laigueglia 2025
Elenco dei partecipanti al Trofeo Laigueglia 2025.
Il Trofeo Laigueglia 2025 è stato la sessantaduesima edizione della corsa. Alla competizione presero parte 25 squadre: 8 iscritte all'UCI World Tour 2025, 9 UCI ProTeam e 8 UCI Continental Team.
Ciascuna delle squadre è composta da sette ciclisti, per un totale di 175 accreditati alla partenza.

## Corridori per squadra
Nota: R ritirato, NP non partito, FT fuori tempo, SQ squalificato
| Arkéa-B&B Hotels               | Arkéa-B&B Hotels           | Arkéa-B&B Hotels           | Cofidis                            | Cofidis                            | Cofidis                            | EF Education-EasyPost         | EF Education-EasyPost         | EF Education-EasyPost         |
| ------------------------------ | -------------------------- | -------------------------- | ---------------------------------- | ---------------------------------- | ---------------------------------- | ----------------------------- | ----------------------------- | ----------------------------- |
| N°                             | Ciclista                   | Clas.                      | N°                                 | Ciclista                           | Clas.                              | N°                            | Ciclista                      | Clas.                         |
| 1                              | Ewen Costiou               | 12°                        | 11                                 | Sylvain Moniquet                   | 70°                                | 21                            | Alexander Cepeda              | 34°                           |
| 2                              | Alessandro Verre           | R                          | 12                                 | Valentin Ferron                    | R                                  | 22                            | Mikkel Honoré                 | 22°                           |
| 3                              | Baptiste Poulard           | R                          | 13                                 | Jesús Herrada                      | 15°                                | 23                            | Lukas Nerurkar                | R                             |
| 4                              | Michel Ries                | 59°                        | 14                                 | Clément Izquierdo                  | R                                  | 24                            | Darren Rafferty               | R                             |
| 5                              | Victor Guernalec           | 75°                        | 15                                 | Jonathan Lastra                    | R                                  | 25                            | Archie Ryan                   | 26°                           |
| 6                              | Mathis Le Berre            | 62°                        | 16                                 | Benjamin Thomas                    | 16°                                | 26                            | Samuele Battistella           | R                             |
| 7                              | Edoardo Zamperini          | 57°                        | 17                                 | Jan Maas                           | R                                  | 27                            | Neilson Powless               | 4°                            |
| Ineos Grenadiers               | Ineos Grenadiers           | Ineos Grenadiers           | Intermarché-Wanty                  | Intermarché-Wanty                  | Intermarché-Wanty                  | Team Jayco AlUla              | Team Jayco AlUla              | Team Jayco AlUla              |
| N°                             | Ciclista                   | Clas.                      | N°                                 | Ciclista                           | Clas.                              | N°                            | Ciclista                      | Clas.                         |
| 31                             | Omar Fraile                | R                          | 41                                 | Louis Barré                        | 8°                                 | 51                            | Koen Bouwman                  | 87°                           |
| 32                             | Michał Kwiatkowski         | 13°                        | 42                                 | Kamiel Bonneu                      | NP                                 | 52                            | Alessandro De Marchi          | R                             |
| 33                             | Axel Laurance              | 20°                        | 43                                 | Kevin Colleoni                     | 74°                                | 53                            | Davide De Pretto              | 11°                           |
| 34                             | Michael Leonard            | R                          | 44                                 | Alexy Faure Prost                  | R                                  | 54                            | Felix Engelhardt              | 84°                           |
| 35                             | Salvatore Puccio           | R                          | 45                                 | Simone Gualdi                      | 10°                                | 55                            | Anders Foldager               | R                             |
| 36                             | Artem Shmidt               | R                          | 46                                 | Simone Petilli                     | 54°                                | 56                            | Asbjørn Hellemose             | 66°                           |
| 37                             | Magnus Sheffield           | 6°                         | 47                                 | Lorenzo Rota                       | R                                  | 57                            | Filippo Zana                  | 49°                           |
| UAE Team Emirates XRG          | UAE Team Emirates XRG      | UAE Team Emirates XRG      | XDS Astana Team                    | XDS Astana Team                    | XDS Astana Team                    | Caja Rural-Seguros RGA        | Caja Rural-Seguros RGA        | Caja Rural-Seguros RGA        |
| N°                             | Ciclista                   | Clas.                      | N°                                 | Ciclista                           | Clas.                              | N°                            | Ciclista                      | Clas.                         |
| 61                             | Juan Ayuso                 | 1°                         | 71                                 | Alberto Bettiol                    | 7°                                 | 81                            | Alex Molenaar                 | R                             |
| 62                             | Filippo Baroncini          | R                          | 72                                 | Nicola Conci                       | 27°                                | 82                            | Joan Bou                      | 18°                           |
| 63                             | Enea Sambinello            | R                          | 73                                 | Christian Scaroni                  | 2°                                 | 83                            | Abner González                | R                             |
| 64                             | Alessandro Covi            | R                          | 74                                 | Diego Ulissi                       | 38°                                | 84                            | Joseba López                  | R                             |
| 65                             | Igor Arrieta               | R                          | 75                                 | Simone Velasco                     | 19°                                | 85                            | Alex Diaz                     | 64°                           |
| 66                             | António Morgado            | 25°                        | 76                                 | David Zanutta                      | R                                  | 86                            | Eduard Prades                 | 17°                           |
| 67                             | Adria Pericas              | R                          | 77                                 | Daniil Marukhin                    | R                                  | 87                            | Francisco Peñuela             | 24°                           |
| Q36.5 Pro Cycling Team         | Q36.5 Pro Cycling Team     | Q36.5 Pro Cycling Team     | Team Polti VisitMalta              | Team Polti VisitMalta              | Team Polti VisitMalta              | TotalEnergies                 | TotalEnergies                 | TotalEnergies                 |
| N°                             | Ciclista                   | Clas.                      | N°                                 | Ciclista                           | Clas.                              | N°                            | Ciclista                      | Clas.                         |
| 91                             | Matteo Badilatti           | 44°                        | 101                                | Davide Bais                        | 43°                                | 111                           | Mathieu Burgaudeau            | R                             |
| 92                             | Gianluca Brambilla         | 29°                        | 102                                | Mattia Bais                        | 45°                                | 112                           | Alexandre Delettre            | 65°                           |
| 93                             | Walter Calzoni             | 67°                        | 103                                | Davide De Cassan                   | 81°                                | 113                           | Rayan Boulahoite              | R                             |
| 94                             | Nicolò Parisini            | NP                         | 104                                | Álex Martín                        | 56°                                | 114                           | Jordan Jegat                  | 28°                           |
| 95                             | Harm Vanhoucke             | 76°                        | 105                                | Javier Serrano                     | 80°                                | 115                           | Pierre Latour                 | R                             |
| 96                             | Fabio Christen             | 68°                        | 106                                | Diego Sevilla                      | 88°                                | 116                           | Valentin Retailleau           | NP                            |
| 97                             | Joseph Pidcock             | R                          | 107                                | Samuele Zoccarato                  | 23°                                | 117                           | Mattéo Vercher                | 9°                            |
| Tudor Pro Cycling Team         | Tudor Pro Cycling Team     | Tudor Pro Cycling Team     | Unibet Tietema Rockets             | Unibet Tietema Rockets             | Unibet Tietema Rockets             | VF Group-Bardiani CSF-Faizanè | VF Group-Bardiani CSF-Faizanè | VF Group-Bardiani CSF-Faizanè |
| N°                             | Ciclista                   | Clas.                      | N°                                 | Ciclista                           | Clas.                              | N°                            | Ciclista                      | Clas.                         |
| 121                            | Michael Storer             | 3°                         | 131                                | Adam Ťoupalík                      | R                                  | 141                           | Luca Covili                   | 53°                           |
| 122                            | Jacob Eriksson             | R                          | 132                                | Adrien Maire                       | 33°                                | 142                           | Martin Marcellusi             | NP                            |
| 123                            | Jesper Stiansen            | R                          | 133                                | Baptiste Huyet                     | R                                  | 143                           | Luca Paletti                  | 30°                           |
| 124                            | Lawrence Warbasse          | 40°                        | 134                                | Giovanni Carboni                   | 5°                                 | 144                           | Alessandro Pinarello          | 14°                           |
| 125                            | Roland Thalmann            | R                          | 135                                | Owen Geleijn                       | R                                  | 145                           | Matteo Scalco                 | 37°                           |
| 126                            | Hannes Wilksch             | 42°                        | 136                                | Odd Christian Eiking               | 35°                                | 146                           | Manuele Tarozzi               | 41°                           |
| 127                            | Fabian Weiss               | 61°                        | 137                                | Sergio Meris                       | 31°                                | 147                           | Alex Tolio                    | 46°                           |
| Solution Tech Vini Fantini     | Solution Tech Vini Fantini | Solution Tech Vini Fantini | Wagner Bazin WB                    | Wagner Bazin WB                    | Wagner Bazin WB                    | Sam-Vitalcare-Dynatek         | Sam-Vitalcare-Dynatek         | Sam-Vitalcare-Dynatek         |
| N°                             | Ciclista                   | Clas.                      | N°                                 | Ciclista                           | Clas.                              | N°                            | Ciclista                      | Clas.                         |
| 151                            | Davide Baldaccini          | R                          | 161                                | Jocelyn Baguelin                   | R                                  | 171                           | Negasi Haylu Abreha           | R                             |
| 152                            | Alexandre Balmer           | R                          | 162                                | Louka Matthys                      | R                                  | 172                           | Stefano Baffi                 | R                             |
| 153                            | Valerio Conti              | R                          | 163                                | Johan Meens                        | 83°                                | 173                           | Filippo Dignani               | R                             |
| 154                            | Roberto González           | R                          | 164                                | Floris De Tier                     | 69°                                | 174                           | Christian Danilo Pase         | R                             |
| 155                            | Kyrylo Carenko             | 63°                        | 165                                | Marco Tizza                        | 21°                                | 175                           | Sebastiano Minoia             | R                             |
| 156                            | Kristian Sbaragli          | 71°                        | 166                                | Davide Persico                     | R                                  | 176                           | Marco Fermanelli              | R                             |
| 157                            | Arnaud Tissières           | R                          | 167                                | Giacomo Villa                      | 85°                                | 177                           | Angelo Monister               | R                             |
| Biesse-Carrera-Premac          | Biesse-Carrera-Premac      | Biesse-Carrera-Premac      | General Store-Essegibi-F.lli Curia | General Store-Essegibi-F.lli Curia | General Store-Essegibi-F.lli Curia | JCL Team Ukyo                 | JCL Team Ukyo                 | JCL Team Ukyo                 |
| N°                             | Ciclista                   | Clas.                      | N°                                 | Ciclista                           | Clas.                              | N°                            | Ciclista                      | Clas.                         |
| 181                            | Nicolò Arrighetti          | R                          | 191                                | Kevin Biehl                        | 82°                                | 201                           | Marino Kobayashi              | R                             |
| 182                            | Tommaso Dati               | 48°                        | 192                                | Giovanni Bortoluzzi                | 50°                                | 202                           | Marc Cabedo H.                | R                             |
| 183                            | Filippo Agostinacchio      | 47°                        | 193                                | Aklilu Arefayne                    | R                                  | 203                           | Nicolò Garibbo                | 52°                           |
| 184                            | Tommaso Bessega            | R                          | 194                                | Matteo Cettolin                    | R                                  | 204                           | Simone Raccani                | 86°                           |
| 185                            | Filip Gruszczynski         | 51°                        | 195                                | Domenico Cirlincione               | R                                  | 205                           | Nahom Zeray                   | 36°                           |
| 186                            | Gabriele Bessega           | R                          | 196                                | Cristian Remelli                   | R                                  | 206                           | Alessandro Fancellu           | R                             |
| 187                            | Nicola Rossi               | R                          | 197                                | Dennis Lock                        | R                                  | 207                           | Andrea D'Amato                | R                             |
| MBH Bank Ballan CSB            | MBH Bank Ballan CSB        | MBH Bank Ballan CSB        | MG.K Vis Costruzioni e Ambiente    | MG.K Vis Costruzioni e Ambiente    | MG.K Vis Costruzioni e Ambiente    | Petrolike                     | Petrolike                     | Petrolike                     |
| N°                             | Ciclista                   | Clas.                      | N°                                 | Ciclista                           | Clas.                              | N°                            | Ciclista                      | Clas.                         |
| 211                            | Lorenzo Masciarelli        | 60°                        | 221                                | Andrea Cantoni                     | 78°                                | 231                           | Jonathan Caicedo              | R                             |
| 212                            | Diego Bracalente           | NP                         | 222                                | Simone Carrò                       | R                                  | 232                           | Edgar Cadena                  | 39°                           |
| 213                            | Cesare Chesini             | 72°                        | 223                                | Ben Granger                        | 79°                                | 233                           | Alejandro Callejas            | 73°                           |
| 214                            | Luca Cretti                | 32°                        | 224                                | Matthew Kingston                   | R                                  | 234                           | Filippo D'Aiuto               | R                             |
| 215                            | Lorenzo Nespoli            | R                          | 225                                | Matteo Spreafico                   | R                                  | 235                           | José Antonio Prieto           | R                             |
| 216                            | Pavel Novák                | R                          | 226                                | Ciro Perez                         | R                                  | 236                           | Lorenzo Peschi                | R                             |
| 217                            | Leonardo Vesco             | R                          | 227                                | Francesco Parravano                | 77°                                | 237                           | Lorenzo Galimberti            | 58°                           |
| S.C. Padovani Polo Cherry Bank |                            |                            |                                    |                                    |                                    |                               |                               |                               |
| N°                             | Ciclista                   | Clas.                      |                                    |                                    |                                    |                               |                               |                               |
| 241                            | Matteo Baseggio            | R                          |                                    |                                    |                                    |                               |                               |                               |
| 242                            | Federico Guzzo             | 55°                        |                                    |                                    |                                    |                               |                               |                               |
| 243                            | Matteo Zurlo               | R                          |                                    |                                    |                                    |                               |                               |                               |
| 244                            | Antonio Bonaldo            | R                          |                                    |                                    |                                    |                               |                               |                               |
| 245                            | Andrea Scarso              | R                          |                                    |                                    |                                    |                               |                               |                               |
| 246                            | Mirko Bozzola              | R                          |                                    |                                    |                                    |                               |                               |                               |
| 247                            | Samuele Mion               | R                          |                                    |                                    |                                    |                               |                               |                               |